# Taissia Shanti
Taissia Shanti (en russe : Таисия Шанти ; née le 9 novembre 1992 en Russie,) est une ancienne actrice pornographique et modèle érotique russe. Active de 2013 à 2022, elle est apparue dans plus de 400 scènes, principalement pour des studios européens. Vers la fin de sa carrière, elle s'est tournée vers l’enseignement du yoga et le coaching relationnel.

## Jeunesse et débuts
Shanti est née le 9 novembre 1992 en Russie et a grandi dans une ville proche de la mer Noire. À l’âge de 20 ans, lors d’une visite sur une plage naturiste, elle a découvert qu’elle se sentait à l’aise avec la nudité en public, ce qui l’a incitée à se lancer dans le mannequinat érotique. Elle a commencé à partager des photos de nu qu’elle réalisait elle-même sur les réseaux sociaux, ce qui lui a ouvert des opportunités professionnelles dans le secteur,.

## Carrière
Shanti a commencé sa carrière dans l’industrie du cinéma pour adultes en 2013. Au cours de ses années d’activité, elle est apparue dans plus de 400 scènes, travaillant pour divers studios et distributeurs européens majeurs, dont Nubiles, 21Sextury (de), DDF Network et MetArt Network (ru).
Elle a tourné dans une grande variété de genres, allant de scènes solos et glamour à des productions explicites très intenses. Elle a collaboré avec des interprètes notables tels que Foxy Di, Dorothy Black (hu), Henessy (ru), Rocco Siffredi, Erik Everhard et Choky Ice,, et a été créditée sous plusieurs pseudonymes, notamment Eva Shanti, Taissia A et Magda,.
En parallèle de son travail avec les studios, Shanti a maintenu une présence en ligne indépendante. De 2016 à 2021, elle a produit et tourné dans son propre contenu web nommé Taissia Shanti (également connue sous le nom de Miss Santi), mêlant performances personnelles, artistiques et érotiques,.
Vers 2018, elle a mis en pause sa carrière dans l’industrie pornographique, invoquant un désir d’épanouissement personnel. Durant cette période, elle est devenue professeure certifiée de hatha yoga et coach dans le domaine de la sexualité et des relations. Elle a repris la production de contenu en 2020. Ses créations les plus récentes mêlent souvent yoga, sensualité et expression de soi. Elle est répertoriée comme active jusqu’en 2022.
Son profil vérifié sur Pornhub a cumulé plus de 50 millions de vues de vidéos et plus de 37 700 abonnés, témoignant de sa popularité auprès du public.

## Filmographie sélective[2],[7]
- SexArt (série, 2014–2020)
- Hot Cooking (2016)
- Rocco’s Perfect Slaves 10 (2016)
- Mugur Porn (série, 2016–2017)
- Taissia Shanti (série autoproduite, 2016–2021; également connu sous le nom de Miss Santi)
- Fucking For My Rent 2 (2017)
- Real Agent (série, 2017–2018)